# Fili Moscou
 (août 2025).
 (signalé en août 2025).
Si vous disposez d'ouvrages ou d'articles de référence ou si vous connaissez des sites web de qualité traitant du thème abordé ici, merci de compléter l'article en donnant les références utiles à sa vérifiabilité et en les liant à la section « Notes et références ».
- Archive Wikiwix
- Bing
- Cairn
- DuckDuckGo
- E. Universalis
- Gallica
- Google
- G. Books
- G. News
- G. Scholar
- Persée
- Qwant
- (zh) Baidu
- (ru) Yandex
- (wd) trouver des œuvres sur Wikidata

Dernière mise à jour : 1 mai 2010.
Fili Moscou est un club russe de rugby à XV basé dans la ville de Moscou. Il participe pour la première fois à la Professional Rugby League, le championnat de première division russe pour la saison 2009-2010.

## Palmarès
- Champion de Russie : néant

## Effectif 2013
| Nom                  | Poste            | Naissance         | Nationalité sportive | Sélections (points marqués) | Ancien club     |
| -------------------- | ---------------- | ----------------- | -------------------- | --------------------------- | --------------- |
| Alexey Abarkin       | Pilier           | 6 mai 1985        | Russie               | -                           | Slava Moscou    |
| Denis Burov          | Pilier           | 26 février 1990   | Russie               | -                           | formé au club   |
| Alexey Chernyshev    | Pilier           | 27 juillet 1984   | Russie               | 9 (0)                       | Slava Moscou    |
| Sergey Chernyshev    | Pilier           | 13 août 1988      | Russie               | -                           | Slava Moscou    |
| Andrey Igretsov      | Pilier           | 23 décembre 1985  | Russie               | 7 (0)                       | Slava Moscou    |
| Stanislas Przhadilov | Talonneur        | 10 juin 1989      | Russie               | -                           | formé au club   |
| Anton Kuznetsov      | Deuxième ligne   | 22 juin 1984      | Russie               | -                           | formé au club   |
| Temur Rudyshin       | Deuxième ligne   | 30 avril 1987     | Russie               | -                           | formé au club   |
| Alexey Naumchenko    | Deuxième ligne   | 10 janvier 1977   | Russie               | -                           | formé au club   |
| Mikhail Naumchenko   | Deuxième ligne   | 22 septembre 1979 | Russie               | -                           | formé au club   |
| Kirill Kosharin      | Deuxième ligne   | 21 mai 1986       | Russie               | -                           | VVA-Podmoskovye |
| Valentin Yusim       | Troisième ligne  | 7 mai 1988        | Russie               |                             | formé au club   |
| Nikolay Maklenkov    | Troisième ligne  | 12 janvier 1987   | Russie               | -                           | formé au club   |
| Evgeny Gavrilov      | Troisième ligne  | 30 octobre 1985   | Russie               | -                           | formé au club   |
| Pavel Gribkov        | Troisième ligne  | 23 juin 1986      | Russie               | -                           | formé au club   |
| Mikhail Sidorov      | Troisième ligne  | 19 novembre 1986  | Russie               | 3 (0)                       | Slava Moscou    |
| Dimitri Polovyh      | Troisième ligne  | 28 mai 1985       | Russie               | -                           | Slava Moscou    |
| Alexander Naumov     | Demi de mêlée    | 20 novembre 1987  | Russie               |                             | formé au club   |
| Mikhail Nisiforov    | Demi d'ouverture | 11 janvier 1984   | Russie               | -                           | formé au club   |
| Roman Ovchinnikov    | 3/4 centre       | 18 juin 1983      | Russie               | -                           | RC Lokomotiv    |
| Denis Korolev        | 3/4 centre       | 23 mars 1982      | Russie               | -                           | formé au club   |
| Petr Botnarash       | 3/4 centre       | 2 janvier 1987    | Russie               | -                           | formé au club   |
| Andrey Harahorin     | 3/4 centre       | 9 mars 1976       | Russie               | -                           | Slava Moscou    |
| Nikolay Zagoskin     | 3/4 aile         | 25 février 1984   | Russie               | -                           | formé au club   |
| Oleg Logunov         | 3/4 aile         | 18 mai 1983       | Russie               | -                           | formé au club   |
| Alexander Alexandrov | Arrière          | 29 novembre 1989  | Russie               | -                           | formé au club   |
| Evgeny Bystryakov    | Arrière          | 20 juillet 1985   | Russie               | ? (?)                       | Slava Moscou    |